# 王浩宇 (游泳运动员)
王浩宇（2005年7月27日—），中国男子游泳运动员，曾获得2024年世界游泳锦标赛男子4×100米自由泳接力金牌、2023年世界游泳锦标赛男子4×100米混合泳接力银牌、2022年亚洲运动会男子100米自由泳银牌。

## 游泳紀錄
| 1 | 長池 | 4×100公尺自由式接力 （中國隊－潘展樂、陳俊兒、洪金權、王浩宇）     | 3:10.88（亞洲紀錄） | 2023年9月28日 |
| 2 | 長池 | 混合4×100公尺自由式接力 （中國隊－潘展樂、王浩宇、李冰潔、余依婷） | 3:21.18（亞洲紀錄） | 2024年2月17日 |